# Pseudopharus cornelia
Pseudopharus cornelia är en fjärilsart som beskrevs av Druce 1906. Pseudopharus cornelia ingår i släktet Pseudopharus och familjen björnspinnare. Inga underarter finns listade.